# 布倫特蘭委員會
布倫特蘭委員會（英語：Brundtland Commission）是由聯合國在1983年正式召開的世界環境與發展委員會（World Commission on Environment and Development, WCED），其主席是可持續發展及公共衛生專家格羅·哈萊姆·布倫特蘭（Gro Harlem Brundtland）。該委員會的成立是為了解決日益關注的「關於人類環境和自然資源加速惡化而造成經濟和社會發展的後果。」當該委員會設立時，聯合國大會確認，環境問題是全球性的和堅定的，建立可持續發展政策是所有國家的共同利益。
1987年，格羅·哈萊姆·布倫特蘭在聯合國大會上發表《我們共同的未來》（Our Common Future，又稱為《布倫特蘭報告》）報告。正式定義「永續發展」：「永續發展是一發展模式，既能滿足我們現今的需求，同時又不損及後代子孫滿足他們的需求。」

## 参看
- 21世紀議程
- Our Common Future
- 可持續性
- 可持续发展